# Beauty and the Beast (musical)
Beauty and the Beast és un musical escènic de Disney amb música d'Alan Menken i lletra de Howard Ashman i Tim Rice, i llibret de Linda Woolverton, Adaptat de la pel·lícula de Walt Disney Pictures animada de 1991 homònima, que al seu torn s'havia basat en el clàssic conte de fades francès de Jeanne-Marie Leprince de Beaumont que narra la història d'un príncep desagradable que s'ha transformat màgicament en una criatura antiestètica com a càstig per les seves maneres egoistes. Per tornar a la seva veritable forma humana, la Bèstia ha d'aprendre a estimar una jove brillant i bella que ha empresonat al seu castell encantat abans que sigui massa tard.
Els crítics, que van aclamar la pel·lícula com un dels millors musicals de l'any, van advertir immediatament el seu potencial com a musical a Broadway quan es va estrenar per primera vegada el 1991, animant el CEO de Disney, Michael Eisner, a aventurar-se a Broadway. Les vuit cançons de la pel·lícula d'animació es van reutilitzar al musical, inclòs un número musical ressuscitat que havia estat retallat de la pel·lícula. El compositor original Menken va compondre sis cançons noves per a la producció juntament amb el lletrista Rice, en substitució d'Ashman, que va morir durant la producció de la pel·lícula. Woolverton, que estava escrivint el guió de la pel·lícula, va adaptar la seva pròpia obra al libretto del musical, i va ampliar específicament la caracterització de la Bèstia. Woolverton va ampliar les històries del personal del castell a partir dels criats que ja s'haurien transformat en objectes domèstics fent referència a l'animació de 1991. Que els humans es converteixin lentament en objectes inanimats. Els vestits van ser dissenyats per Ann Hould-Ward, que va basar les seves creacions tant en els dissenys originals de la pel·lícula com el moviment artístic rococó després d'investigar com eren la roba i els objectes de la llar durant el segle xviii.
Després de completar les proves a Houston, Beauty and the Beast es va estrenar a Broadway el 18 d'abril de 1994, protagonitzada per Susan Egan i Terrence Mann com els homònims Belle i Bèstia, respectivament. El musical va rebre crítiques diverses de la crítica de teatre, però va ser un èxit comercial massiu i va tenir una bona acollida pel públic. Beauty es va presentar a Broadway durant 5.461 actuacions durant tretze anys (1994–2007), convertint-se en la sisena producció de Broadway més llarga de la història en el moment del tancament. Fins ara, encara és el desè espectacle més llarg. El musical ha recaptat més de 1.700 milions de dòlars a tot el món i s'ha tocat a tretze països i 115 ciutats. També s'ha convertit en una opció popular per a produccions d'infantil, aficionat i secundària.

## Antecedents i inici
Encara s'està recuperant de la desaparició de Walt Disney, Les pel·lícules d'animació de Disney van continuar experimentant una disminució notable de la qualitat mentre lluitaven per assolir l'èxit crític i comercial durant les dècades de 1970 i 1980. El CEO de Walt Disney Company Michael Eisner va ser contractat per garantir el rendiment dels propers projectes d'animació de l'estudi, tot i no tenir pràcticament experiència en animació. El mateix Eisner havia estat especialitzat en teatre a la universitat. La primera contractació d'Eisner com a CEO de Disney va ser el productor teatral Peter Schneider, que posteriorment es va fer responsable de contractar més artistes que compartissin amb antecedents teatrals similars per contribuir als propers llançaments d'animació de l'estudi, entre ells el lletrista Howard Ashman i el seu col·laborador, el compositor Alan Menken. Ashman i Menken havien aconseguit anteriorment un gran èxit musical en directe amb la seva producció Off-Broadway Little Shop of Horrors, però el resultat de la primera aventura de Broadway d'Ashman Smile va ser decebedora. Amb ganes de redimir-se, Ashman va acceptar treballar a la pel·lícula d'animació de Disney The Little Mermaid (1989), a la qual ell i Menken decidirien apropar-se com si estiguessin fent una partitura musical de Broadway. En estrenar-se, The Little Mermaid va ser un èxit de crítica i comercial massiu, i va obtenir dos premis de l'Acadèmia, tots dos per a la música original d'Ashman i Menken. Disney inicià un període renaixentista reeixit, durant els quals Ashman i Menken es van fer responsables d'ensenyar l'art de transformar les pel·lícules d'animació tradicionals en musicals animats

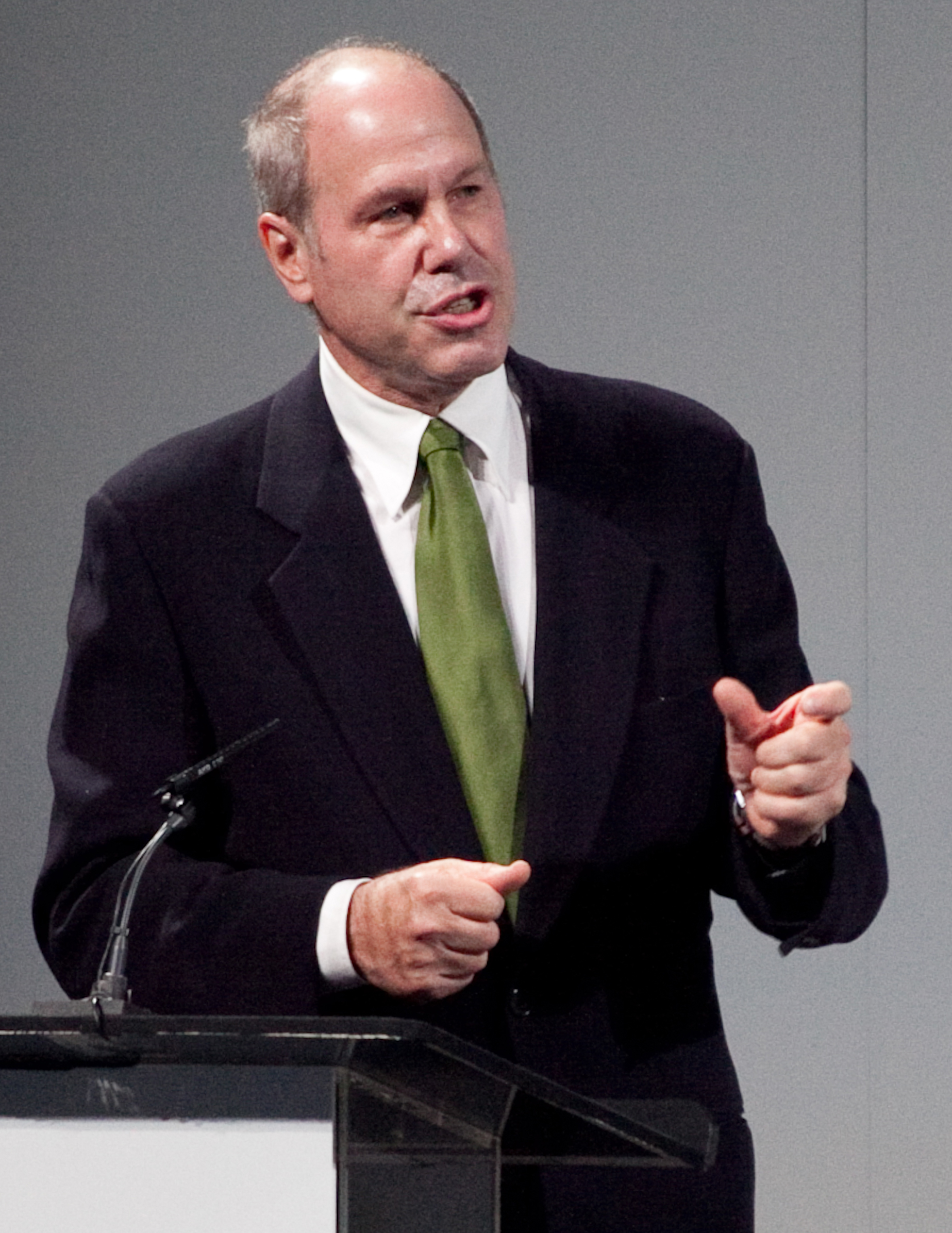
El CEO de Disney, Michael Eisner, finalment va donar llum verda a una adaptació a Broadway de Beauty and the Beast.

Inspirada en l'èxit de The Little Mermaid, la producció d'una adaptació musical animada de La bella i la bèstia va començar poc després, durant el qual Ashman va confessar finalment a Menken que s'estava morint de la SIDA, un secret que havia guardat de l'estudi per por de ser discriminat o acomiadat. Abans fins i tot d'haver acabat la pel·lícula, el vicepresident executiu Ron Logan va suggerir a Eisner que considerés adaptar ,Linda Woolverton Mentre la pel·lícula per a Broadway, una idea que Eisner va desviar ràpidament. Mentre que la pel·lícula, escrita per la guionista Linda Woolverton, s'estrenava al Festival de Cinema de Nova York, un Ashman malalt estava sent atès a St. Hospital Vicent; el lletrista va sucumbir a la seva malaltia quatre dies després, el 14 de març de 1991, morint vuit mesos abans de l'estrena de la pel·lícula al novembre. Beauty and the Beast es va convertir en l'últim projecte en què Menken va treballar amb Ashman. La pel·lícula es va estrenar amb l'aclamació de la crítica i convertint-se immediatament en un èxit comercial, superant The Little Mermaid de convertint-se en la pel·lícula d'animació més taquillera de la història, així com la primera pel·lícula d'animació nominada a un Oscar a la millor pel·lícula.
Un cop més, els Oscar van ser per a Ashman i Menken. Diversos crítics van notar el potencial musical en directe de la pel·lícula, entre ells el prolífic crític Frank Rich del The New York Times. Rich va elogiar el duet de cançons per haver escrit "[l]la millor partitura musical de Broadway de 1991", Lamentant la selecció de Broadway en aquell moment, La ressenya de Rich finalment donaria a Eisner i Katzenberg la confiança necessària per considerar seriosament la pel·lícula com un possible projecte de Broadway. Disney també es va inspirar en els èxits dels musicals de Broadway comCats, Les Misérables and The Phantom of the Opera creient fermament que la seva producció podria ser igual de rendible.
Pràcticament desconegut en aquell moment, Robert Jess Roth va ser nomenat director de la producció a partir dels seus diversos èxits dirigint espectacles en directe als parcs temàtics de Disney.
Eisner i Katzenberg ban optar per contra contractar un director més establert per tal de mantenir el control creatiu sobre el projecte, creient que un director reconegut se sentiria més inclinat a tenir la seva pròpia visió.
El mateix Roth havia perseguit prèviament Eisner sobre invertir en un musical de Broadway, inicialment suggerint convertir Mary Poppins en un musical el 1984, només per que la seva idea es va declinar, citant el cost de la inversió i els problemes de temps. Tanmateix, Eisner va convidar Roth a preguntar-li sobre tornar a perseguir Broadway en el futur un cop hagués acabat de dirigir tres espectacles addicionals de parcs temàtics de Disney.
Finalment, impressionat per l'adaptació de Roth de El Trencanous. Eisner finalment suggerí una adaptació de Beauty and the Beast, inspirada en l'èxit d'una versió escènica condensada de la pel·lícula a Disneyland, tot i que breument desanimada per la idea de tenir humans transformats a l'instant en objectes inanimats en viu. BèstiaCom que la pel·lícula encara no s'havia estrenat en vídeo domèstic, Roth va passar un dia sencer tornant a mirar-la als cinemes mentre feia una pluja d'idees sobre com presentar els seus elements fantàstics a l'escenari i, finalment, va treballar amb el coreògraf Matt West i l'escenograf Steven Suskin sobre la seva proposta, amb contribucions de Menken i Woolverton. A un hotel a Aspen, Roth va convèncer Eisner mitjançant una combinació de 140 guions, esbossos de vestuari, mostres de teixits. i demostrant una il·lusió. Eisner va mantenir l'aprovació final sobre tots els elements creatius de la producció, "des de l'intèrpret de swing de cor més baix fins al director, estrelles i equip de disseny." Menken inicialment era escèptic sobre les qualificacions de Roth, ja que mai abans havia dirigit un espectacle de Broadway. Mentrestant, als productors els preocupava que el públic no estigués interessat a veure la mateixa història que han gaudit al cinema a l'escenari de Broadway.
Entre els escèptics estava el productor teatral Steven Suskin, autor de Opening Night and Broadway, que va argumentar que la producció tenia més probabilitats de tenir èxit al revés: "(La pel·lícula està) escrita bàsicament com una peça de teatre. Estic segur que primer hauria funcionat al teatre, i després hagués funcionat al cinema, creient que el públic tindria dificultats per acceptar una nova versió d'una obra tan popular.
Beauty and the Beast es va convertir en la primera empresa a Broadway de Disney, tot i que Snow White and the Seven Dwarfs, una adaptació escènica de la pel·lícula d'animació de Disney amb el mateix nom s'havia estrenat a Nova York el 1979, produït per Radio City Music Hall Productions, Inc. El director executiu de Theatre Under the Stars Frank Young, va fer una gran campanya perquè l'espectacle s'estrenés a Houston, Texas, fins i tot va implicar la governadora Ann Richards per tal d'assegurar els drets escènics.

## Desenvolupament

### Escriptura i modificacions de la pantalla a l'escenari
Roth va resumir Beauty and the Beast com una història sobre "veure més enllà de l'exterior d'una persona i dins del seu cor". Woolverton va saber que Disney li havia encarregat que adaptés la pel·lícula d'animació que havia escrit a un musical de Broadway mentre estava de vacances amb la seva família a Maui. i la seva resposta inicial a la idea va ser "Sí". En el procés d'adaptar el seu propi guió d'un llargmetratge animat a un llibret de dos actes per a l'escenari, Woolverton va aportar diversos canvis diferents al material, concretament inculcant més "profunditat" emocional en cada personatge principal. L'escriptor va ampliar la història tant "descarnant" cada personatge i permetent espai per a nous números musicals. És a dir, Woolverton va convertir la Bèstia en una figura més amenaçadora però simpàtica; l'escriptor va ampliar la seva caracterització desenvolupant la Bèstia en "un personatge més complet", ajudat per l'addició de la seva pròpia cançó, "If I Can't Love Her". Mentrestant, l'amant dels llibres Belle es va adaptar a una heroïna més testaruda i decidida. La relació de Belle i la Bèstia es beneficia d'una nova escena que Woolverton va escriure específicament. per l'escenari, durant el qual la parella va llegir a la biblioteca del castell; La Bella presenta a la Bèstia el conte del Rei Artús i li llegeix el llibre, a la qual la Bèstia respon mostrant per primera vegada una autèntica vulnerabilitat.
El 1993, Woolverton va explicar al Los Angeles Times que "la mitologia de la història es canviaria per explicar, per exemple, un candelabre de 6 peus d'alçada." Potser la modificació més significativa de Woolverton implica els objectes encantats i la decisió de tenir l'encantadora' l'encanteri transforma gradualment el personal de criats lleials del castell en objectes de la llar durant tota la durada del musical, en lloc d'haver-ho fet immediatament al principi. Al seu torn, ofereix al públic l'oportunitat de preocupar-se pels personatges secundaris de manera espectacular. En conseqüència, aquesta decisió argumental va millorar la història en una història sobre persones que es veuen obligades a prendre decisions difícils, en lloc de només la història d'un home que lluita per conservar la seva humanitat, Essencialment, esdevenir completament inanimat si l'encanteri no es trenca a temps equivaldria a la mort de cada personatge, la qual cosa en última instància augmenta el drama de la història.
En general, el llibre de Woolverton es va mantenir força fidel al text original; la trama és essencialment la mateixa, però s'han afegit detalls particulars per tal de "descarnar" la història. Els personatges de l'armari i el plomall (només els personatges secundaris de la pel·lícula d'animació) es van ampliar en personatges secundaris totalment realitzats i van rebre el nom de primera vegada; Woolverton els va anomenar Babette i Madame de la Grande Bouche, respectivament. Prenent-se seriosament la seva feina, Woolverton va treballar incansablement en la revisió del guió i sovint va tenir en compte els suggeriments del repartiment (tot i que no sempre va cedir a les seves opinions). Tot i que el musical s'ha basat en una història preexistent de Jeanne-Marie Leprince de Beaumont, Woolverton conserva un únic crèdit d'escriptura pel seu treball, ja que la història ja feia temps que havia passat al domini públic en aquell moment.

### Casting

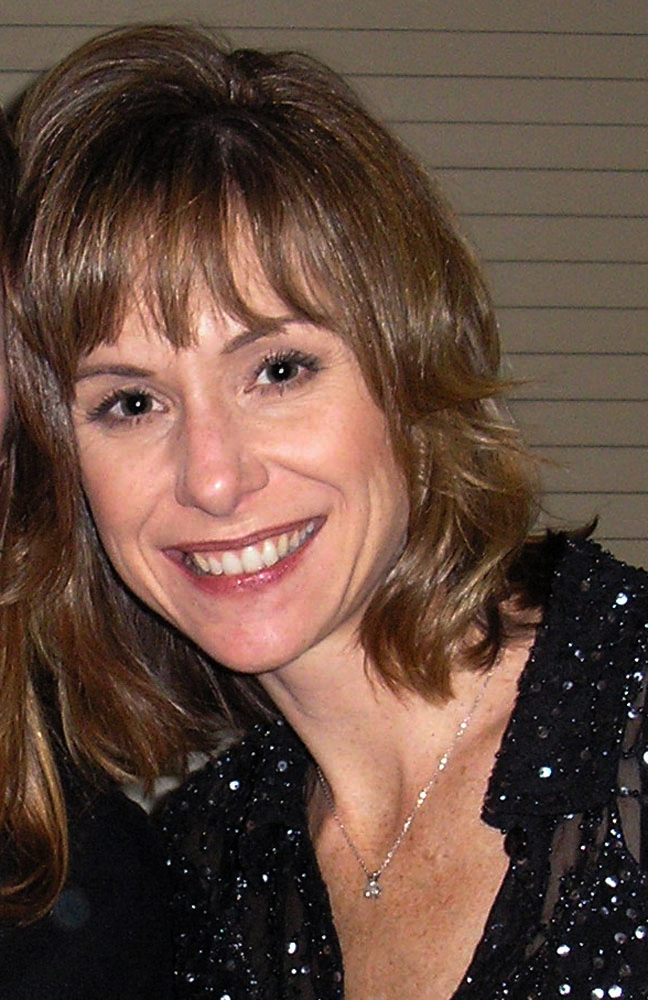
L'actriu Susan Egan va ser seleccionada com a Belle original de Broadway basant-se en la seva refrescant habilitat per interpretar el paper tant de manera còmica com de enginy. El paper va ser el seu debut a Broadway i li va valer una nominació al premi Tony.

Els productors de Broadway acostumen a tenir moltes ganes de tenir intèrprets de renom als seus musicals, però Katzenberg, famós en aquell moment per evitar treballar amb actors d'aquest calibre, va decidir no fer aquesta pràctica per Beauty and the Beast. Eisner va concloure que la majoria dels actors de veu originals de la pel·lícula estarien massa ocupats per repetir els seus papers a l'escenari. En el seu debut a Broadway, Susan Egan, amb només 22 anys va ser l'escollida per interpretar a Belle. Egan, que encara no havia vist la pel·lícula, havia estat audicionant per a diversos altres projectes de Broadway en aquell moment, principalment My Fair Lady, Carousel i Grease, en els quals estava molt més interessada. Tot i l'anhel d'originar un paper a Broadway, l'actriu inicialment es va mostrar reticent a fer una audició per a Beauty and the Beast perquè pensava que "era una terrible idea de Disney per posar un dibuix animat a Broadway." A més, Egan va sentir que no era prou atractiva per interpretar un personatge que es promocionava "el la noia més bonica del poble", però el seu agent va aconseguir convèncer-la del contrari. Sense cap pel·lícula a què fer referència, Egan va determinar que se suposa que Belle ser un "curiós" personatge i es va apropar a ella més divertida que com es representa a la pel·lícula, al seu torn, va aconseguir les rialles dels productors, que van quedar divertits amb la seva interpretació única. Mentrestant, el seu concurs de 500 actrius, moltes de les quals simplement oferien imitacions de l'actriu de veu Paige O'Hara, es va continuar eliminant.
L'última setmana d'audicions d'Egan, durant la qual va cantar per a Menken per primera vegada, va ser especialment difícil. En el seu últim dia d'audicions, Egan va fer una audició davant de diversos actors provant els papers de la Bèstia i Gaston. Com va concloure el dia, Roth va dir a Egan que s'apropés al paper de "una curiosa ingènua", i finalment va ser seleccionada per demostrar-se capaç d'encarnar a Belle tant directament com còmicament. Només després Egan ho va celebrar llogant i veient la pel·lícula sencera per primera vegada. Encara que Egan no es va sentir especialment pressionada pel paper, va estar agraïda d'estar envoltada d'un repartiment d'intèrprets veterans de Broadway.
L'actor Terrence Mann va ser elegida com la Bèstia. Mann havia actuat anteriorment com a Javert a Les Misérables, pel qual va ser nominat per a un premi Tony. Per a la seva última audició per a la direcció de Disney, Mann va actuar per a un gran públic format per executius i secretàries de Disney en un teatre situat. al 42nd Street, que considerava que contrastava amb el mètode habitual d'audició de sis a vuit persones en un teatre fosc. L'actor Gary Beach va ser elegida com a Lumiere. Beach havia vist Beauty and the Beast la nit de la seva estrena oficial, abans de la qual havia vist una interpretació escènica de la pel·lícula, i gaudia molt de totes dues. Beach es va sentir especialment atret per la interpretació de Jerry Orbach de "Be Our Guest"; en el seu paper de Lumiere, pensant: "Ara per què no puc aconseguir un paper així". Dos anys després, Beach va rebre una trucada del director de càsting Jay Binder per convidar-lo a interpretar a Lumiere durant el seu taller de Beauty and the Beast, però va continuar rebutjant l'oferta perquè havia compromisos previs a un proper programa protagonitzat per l'humorista Carol Burnett. Va ser només davant la insistència de Burnett que Beach finalment va acceptar.
Enmig d'un repartiment d'actors relativament obscurs, Tom Bosley, famós pels seus papers a les sèries de televisió Happy Days i Murder, She Wrote,
es va convertir en l'intèrpret més reconegut de l'espectacle quan va ser seleccionat com el pare de Belle, Maurice.

### Números musicals i coreografies

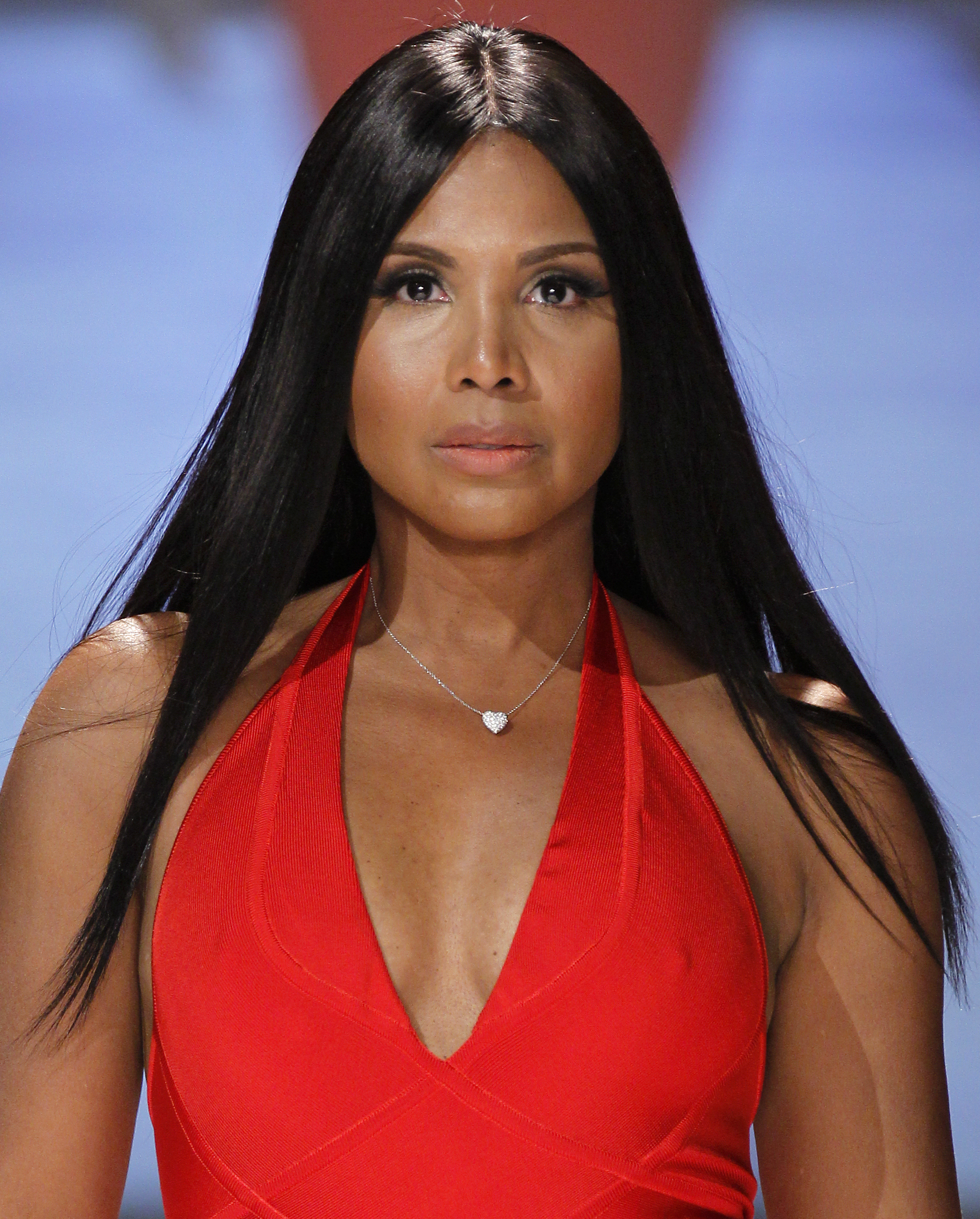
Una cançó completament nova titulada "A Change in Me" va ser escrit especialment per a Toni Braxton quan el cantant de R&B es va unir a la producció en el paper de Belle el 1998, i des de llavors s'ha inclòs al musical.

Les vuit cançons originals de la pel·lícula es van conservar per a l'adaptació de Broadway. La cançó "Human Again" havia estat escrita originalment per a la pel·lícula, però finalment es va abandonar per limitacions de temps i història; el número musical va ser finalment ressuscitat i inclòs a la producció i des del 2002 s'ha inclòs a l'edició especial de la pel·lícula. El compositor Alan Menken , que havia escrit i escrit les cançons de la pel·lícula juntament amb el lletrista Howard Ashman, va tornar al projecte per escriure sis noves cançons per al musical. El lletrista Tim Rice  es va unir a Menken per escriure els nous números, en substitució d'Ashman, que havia mort el 1991, abans de l'estrena de la pel·lícula. Tant Menken com Rice van abordar inicialment el projecte amb certa resistència; l'afecció emocional de Menken a la música que havia escrit amb Ashman el va fer temer que la visió de Disney d'un musical de Broadway transformaria Beauty and the Beast en una atracció massa semblant a la que es trobaria a Walt Disney World. Mentrestant, Rice, que abans havia treballat com a lletrista amb el compositor Andrew Lloyd Webber als musicals musicals Jesus Christ Superstar i Evita, va dubtar a substituir Ashman per por d'empitjorar Beauty and the Beast. De manera similar, Rice havia substituït Ashman per escriure la resta de cançons per a Aladdin (1992) després de la mort del lletrista. Finalment, la col·laboració va donar lloc a que aproximadament la meitat de la partitura de Broadway tingués crèdits de coescriptura de Menken i Ashman, mentre que la meitat restant són composicions de Menken i Rice. Les cançons de Menken-Rice de vegades es presenten com a "cançons addicionals compostes per [Alan] Menken i lletres de Tim Rice. ". En treballar en el musical sense Ashman, Menken va explicar que "El principal repte ... era barrejar les lletres de Tim Rice amb les de Howard. Al final, la partitura acabada té una qualitat pròpia; un híbrid entre els estils d'Ashman i Rice ". Aprofundint en la diferència principal entre escriure cançons per a l'escenari en contraposició a la pel·lícula, Menken va afirmar que el la manca de primers plans i muntatge en una producció musical en viu crea un requeriment de més mateiral de cant "per proporcionar el mateix tipus d'il·lunminació que l'expressió facial íntima ofereix."
La major part del material nou es va centrar en el desenvolupament del personatge, com ara "Me" de Gaton, "Home" de Belle; i"If I Can't Love Her" de la Bèstia. Altres cançons noves, com la balada paternal de Maurice's "No Matter What" i Gaston, LeFou i Monsieur D'Arque fan el dolent número "Maison des Lunes", van ser escrits per concretar la trama (i en el cas de Maison Des Lunes, donar a Belle i la Bèstia una oportunitat més llarga de canviar-se pel seu vestit de saló). El 1998, una setena cançó titulada "A Change in Me" va ser escrita quatre anys després de la producció específicament per a la cantant de R&B Toni Braxton quan es va unir al repartiment per interpretar a Belle, i apareix durant el segon acte de l'espectacle. La idea de la cançó va sorgir mentre Braxton encara estava en negociacions amb Disney per aparèixer al programa durant un període total de tres mesos, però diverses circumstàncies van fer que la cantant retardés constantment la signatura del contracte.No va ser fins que Braxton va sopar amb Menken, Rice. i West que finalment va acceptar signar el contracte amb la condició que s'escrigués una cançó totalment nova específicament per a ella, que un Rice ebri havia ofert i promès. Quan es va enfrontar amb Roth sobre la seva promesa en saber-ne per Braxton uns dies després, en 24 hores Rice va descobrir amb èxit una ubicació dins del musical on incloure una cançó nova, concretament "On Belle parla a Maurice sobre "com l'ha canviat el temps que va passar amb la Bèstia al seu castell." Aquella cançó finalment es va convertir en la balada "A Change in Me", que aborda líricament les maneres en què les motivacions inicials de Belle han canviat finalment durant el seu empresonament, explicant a Maurice que ella ha madurat i ja no anhela el que va citar originalment a in "Belle (Reprise)". Braxton va estrenar la cançó en forma de una actuació en directe a The Rosie O'Donnell Show. Tant la cançó com l'actuació de Braxton van tenir una bona acollida, i "A Change in Me" s'ha inclòs al musical des d'aleshores. Eisner va gaudir especialment de la cançó, exigint que s'inclogués també en produccions internacionals, a les quals va viatjar personalment per ensenyar-ho al repartiment.
David Friedman va exercir de supervisor musical, mentre que John Petrafesa Jr. s'encarregava del disseny de so. A diferència de la pel·lícula, Belle actua i balla al costat dels objectes encantats durant "Be Our Guest", que s'assembla a "una gran energic número de Vegas" semblant al musical Ziegfeld Follies. La gravació original del repartiment de Broadway va ser publicada per Walt Disney Records el 1994. Els àlbums de repartiment similars van seguir el mateix, inclosos els enregistraments australians i japonesos el 1994 i el 1996, respectivament."Un canvi en mi" Encara no s'ha inclòs en cap gravació oficial del repartiment en anglès, tot i que l'original Belle, Susan Egan la va incloure al seu àlbum So Far.

### Escenografia i vestuari
Stanley Meyer va dissenyar el conjunt de la producció. Seguint les instruccions de Disney "per fer que la pel·lícula d'animació cobré vida", l'escenari de Meyer va ser molt una interpretació literal de la pel·lícula. Meyer ho va trobar "complicat"; per traduir entorns bidimensionals a un món tridimensional. L'aparença de l'ala oest reflecteix la del seu resident, la Bèstia, ser horrible per fora, però bonic quan finalment el públic s'hi porta dins.21] 'La bellesa i el conjunt de la Bèstia, Al bosc i El fantasma de l'òpera En marcat contrast amb els musicals populars The Phantom of the Opera i Into the Woods, el decorat de Beauty and the Beast s'assembla a un híbrid del gòtic victorià i Louis Quinze.
Disney va contractar la dissenyadora de vestuari Ann Hould-Ward per dissenyar el vestuari del musical perquè l'estudi gaudia d'una "certa estètica" que havia utilitzat en el seu treball anterior, i així li va permetre molta llibertat creativa.Roth va quedar especialment impressionat amb les contribucions de la dissenyadora als musicals Sunday in the Park With George i Into the Woods. Hould-Ward va acceptar l'oferta de Disney perquè estava interessada a veure exactament com una empresa corporativa produint un musical de Broadway per primera vegada "canviaria el món de Broadway" La conceptualització va començar l'estiu de 1992. Amb finalitats d'investigació, Disney va animar Hould-Ward a fer referència a la pel·lícula d'animació; també va investigar la roba que es portava a finals del segle xviii, durant la qual es va escriure el conte de fades original, i va passar un any descobrint com eren els articles de la llar a mitjans del segle xviii. A més, Hould-Ward va visitar els animadors originals de Beauty and the Beast, i va passar una setmana aprenent com van crear els seus personatges per assegurar-se que serien reconeixibles per als que havien vist la pel·lícula. No obstant això, la dissenyadora també va decidir que les seves pròpies creacions no replicarien exactament les de la pel·lícula. Basant el vestuari en el moviment d'art rococó, Hould-Ward va presentar les seves idees inicials a Eisner i el llavors president de Disney, Frank Wells. Un cop aprovada, Hould-Ward i el seu equip van passar l'any següent creant prototips de cada vestit principal. Amb un calendari de treball inusualment llarg de dos anys, Hould-Ward va recordar que "aquest tipus de línia de temps... no era la norma en un musical de Broadway" en aquell moment.
El procés de disseny del vestuari de Beauty and the Beastva ser més col·laboratiu entre dissenyador i actor que la majoria de les altres produccions de Broadway en què Hould-Ward havia treballat anteriorment, i sovint buscava aportacions del repartiment per assegurar-se que poguessin moure's. Dissenyar els vestits de Belle va ser una tasca "fàcil" per a Hould-Ward; el personatge es vesteix inicialment amb la roba d'heroïna estàndard de Disney fins que es substitueix per vestits més elaborats un cop la Belle coneix la Bèstia. Hould-Ward va basar el famós vestit groc del personatge en diversos retrats històrics.El vestit es va convertir en el primer vestit construït per a la producció per tal d'acomodar el mandat de Disney de comercialitzar el vestit en sessions de fotos i anuncis protagonitzats per Egan i Mann, sis mesos abans dels assajos. Amb un pes de 45 lliures, el vestit és una combinació de diversos patrons i materials, incloent una faldilla de cèrcol, seda, brocat, abaloris, flors i llaços. Massa gran per cabre dins del vestidor d'Egan després de la seqüència de la sala de ball, per despullar-se va requerir l'ajuda de tres membres de l'equip de darrere del bastidor que utilitzaven cables per aixecar el vestit a les bigues, on s'emmagatzemaria fins a la següent actuació. Es va passar molt de temps dissenyant el vestit de la Bèstia, la creació del qual va ser especialment difícil a causa dels requisits per "permetre prou de l'intèrpret que es mostrés". Els dissenys inicials de Hould-Ward per a la Bèstia van ser rebutjats constantment per Katzenberg, qui va reiterar que "posava la pel·lícula a l'escenari" fins que el productor es va adonar que les pròtesis excessives limitaven el rendiment vocal de Mann. També es va utilitzar un marc de filferro per mantenir la forma del vestit, que evoca la moda del heavy metal fins que finalment es va substituir per un vestit negre de vellut inspirat en l'Oscar de la Renta quan la Bèstia finalment es transforma de nou en un príncep. Hould-Ward va dissenyar els vestits dels protagonistes des de la perspectiva de la seva filla Leah, explicant: "Quan la Leah ho ve a veure, recorda de la pel·lícula que la Bèstia portava aquella jaqueta blava. La Leah espera aquella jaqueta blava, i si no li dónes, ella i molts altres nens de deu anys estaran tristos”. Al mateix temps, la dissenyadora volia que les seves creacions fossin igual d'interessants a nivell intel·lectual perquè els pares també poguessin gaudir.
El repte de dissenyar els vestits de Beauty and the Beast va pal·lidir en comparació amb la dificultat de crear els objectes encantats, una combinació de cablejats complicats, pròtesis i pirotècnia. L'escala va ser l'"obstacle" més destacat per a Hould-Ward:"El problema va ser la presentació d'un actor com una tetera de mida real quan els personatges de la pel·lícula eren tan petits en comparació". Com que els criats encantats del castell s'estan transformant lentament en objectes, mostrats en diverses etapes de transformació sense convertir-se mai completament en els objectes, Hould-Ward va haver de crear diversos vestits diferents per a cada personatge per tal de representar la transformació com l'espectacle. progressa. Mentrestant, només el vestit de Lumiere va ser construït per un equip de quaranta persones,, incloent un creador de l'espelma protèsica, el cabell i l'especialista en Vac-U-Form; el pirotècnic, l'home encarregat d'equipar la pirotecnia de la disfressa amb butà i l'home que operava el dipòsit de butà eren persones per separat. Mentre transformava l'animació a la vida real, Hould-Ward també va treballar per incorporar el cos humà a cada vestit, explicant: "Volia la realitat de la persona real més que la fantasia de l'objecte... L'essència de la meva feina és permetre que els meus actors reals et portin a aquest lloc fantàstic." Es va utilitzar un sistema de marcs amb cable per ajudar els actors a suportar les peces pesades dels seus personatges. Un vestit tan elaborat mai abans s'havia dissenyat per a una producció de Broadway. La disfressa de Cogsworth presenta un rellotge que funciona completament a la cara. Mentrestant, Madame de la Grande Bouche era el vestit més car de la producció.
El musical originalment es basava en pròtesis pesades i vestits elaborats en un intent de fer que el musical s'assemblés el més possible a la pel·lícula. En un intent de replicar el famós cartell de la pel·lícula de la pel·lícula, Egan anava vestit amb sabata plana mentre que Mann es col·locava sobre xanques per establir una diferència d'alçada més dramàtica. Segons Egan, l'estudi "no confiava en l'habilitat de l'audiència per suspendre la incredulitat, cosa que se'ls demana habitualment als espectadors del teatre". No obstant això, la companyia finalment va començar a cedir a mesura que la producció s'acostava a les proves de Houston després d'una prova final durant la qual els actors no portaven vestits; així, les pròtesis es van anar reduint gradualment i es van substituir per maquillatge per a la Bèstia i objectes encantats durant les preestrenes de 1993. Els vestits elaborats van donar lloc a la seva bona part de dificultats tècniques, mal funcionament i restriccions de rendiment, moltes de les quals es van manifestar durant les proves de set setmanes a Houston. Les disfresses deixaven poc espai perquè els intèrprets canviessin d'una escena a l'altra, i se'ls posava aire condicionat per regular la seva temperatura. En general, el pes dels vestits dels objectes encantats limitava el seu ball. Els quiropràctics i els terapeutes es van mantenir a l'espera per ajudar Fowler, el vestit de la senyora Potts li va obligar a mantenir sempre un braç en l'aire. Beach va comparar aguantar els dos tancs de propà utilitzats per representar les espelmes de Lumiere amb portar dos pernils al voltant d'una botiga de queviures dues hores i mitja. Per augmentar la seva resistència, Beach portaria els tancs durant l'assaig. La mà de Beach es va incendiar durant una actuació, que no es va adonar fins que Mann ho va assenyalar subtilment amb "assenteixen furtius amb el cap". Mentre ballava, la inèrcia del pesat vestit de festa d'Egan va fer que la seva faldilla l'estirés constantment en la direcció oposada a la que girés. Mann va comparar actuar amb la disfressa de la Bèstia amb l'ús de diversos abrics d'hivern pesats, comparant la perruca amb "quatre gats d'Angora i un gaffer que se'ls va enganxar al cap i després córrer pel bloc 10 o 12 vegades." Disney es va indignar quan, després de la seva primera actuació al Palace Theatre, The New York Times va publicar la interpretació del dibuix lineal del caricaturista Al Hirschfeld de la postura de Beauty and the Beast, en què el vestit groc de Belle era de color rosa i l'esmòquing de la Bèstia semblava verdós en oposició al blau reial. Quan Disney es va enfrontar a Hirschfeld, l'artista va defensar el seu treball, explicant: "Els vestits poden haver estat blaus i grocs, però a mi em semblaven verd i rosa." Hould-Ward va ajustar el vestuari per adaptar-se a les ubicacions mentre la producció viatjava a diversos teatres.

### Il·luminació i efectes especials
La dissenyadora d'il·luminació Natasha Katz va ser contractada per treballar a Beauty and the Beast. Quan Disney es va acostar per primera vegada a Katz per oferir-li la feina, diverses de les cohorts de Katz, concretament altres dissenyadors d'il·luminació, van intentar dissuadir-la d'acceptar per por de canviar l'aparença del teatre musical per sempre. En retrospectiva, Katz va defensar el treball de Disney, explicant: " Beauty and the Beastno va portar el teatre de tornada a Nova York, però sí que va canviar la dinàmica, sens dubte, del negoci." Conegut per ajudar David Copperfield amb les seves il·lusions, Roth va contractar Jim Steinmeyer per treballar a Beauty and the Beast. Steinmeyer havia contribuït prèviament al musical Merlin. La seqüència de transformació de la Bèstia durant el segon acte va ser molt discutida. Va trigar unes 11 setmanes a configurar el disseny.

## Sinopsi

### Acte I
En una freda nit d'hivern, una vella captaire arriba al castell d'un jove príncep malcriat i li ofereix una sola rosa a canvi d'un refugi. Però el príncep la rebutja només pel seu aspecte. La dona l'adverteix que no es deixi enganyar per les aparences, ja que la veritable bellesa rau dins, només per ser rebutjada de nou. Aleshores es transforma en una bella fetillera i converteix el príncep en una bèstia horrible i els seus servents en diversos objectes domèstics. Ella li dona la rosa per utilitzar-la com a rellotge de sorra. L'única manera de trencar l'encanteri és aprendre a estimar una altra i guanyar-se el seu amor a canvi abans que caigui l'últim pètal ("Prologue").
Deu anys més tard, una bella noia anomenada Belle arriba a la ciutat un matí per aconseguir un llibre del llibreter local. En el camí, expressa el seu desig de viure en un món com els seus llibres, ple d'aventures, mentre la gent del poble nota la seva bellesa inigualable però troba estrany el seu amor pels llibres ("Belle"). Belle també ha cridat l'atenció de Gaston , el caçador local i heroi de la ciutat, que l'admira només per la seva bellesa.
La Belle, però, no és aliena a les opinions dels seus companys sobre ella. Ella expressa les seves preocupacions al seu excèntric pare i inventor, Maurice, que li assegura que és tot menys estranya ("No Matter What"). Aleshores, els dos donen els últims retocs al seu invent, i Maurice es dirigeix a una fira d'invents amb una bufanda teixida per a ell per Belle ("No Matter What (Reprise)"), però es perd al bosc i és atacat per una manada de llops. Després de sobreviure a l'atac dels llops, entra al castell de la Bèstia. Es troba amb els criats, entre ells Lumière, un maître convertit en canelobre, Cogsworth, el cap de casa convertit en rellotge, Babette, una minyona convertida en plomall, la senyora Potts, la cap de cuina convertit en un tetera, i Chip, el seu fill es va convertir en una tassa de te. Li donen la benvinguda, però arriba l'horrible Bèstia i tanca en Maurice a la masmorra per haver entrat a la mansió.
De tornada a la ciutat, en Gaston li proposa una proposta a Belle, que ella rebutja educadament ("Me"). Horroritzada per la proposta de Gaston, Belle torna a expressar la seva necessitat d'una vida fora d'aquesta vida provincial ("Belle (Reprise)"). El company de Gaston, LeFou, torna del bosc amb la bufanda que Belle va teixir per a Maurice. La Belle s'adona que el seu pare està en perill i es dirigeix al bosc a buscar-lo. Acaba al castell, on troba el seu pare tancat en un calabós. Ella fa un tracte amb la Bèstia, Maurice surt en llibertat, però ella es queda. Estan d'acord, i Maurice és enviat de tornada a la ciutat sense que se li permeti acomiadar-se. Belle rep una habitació de convidats i la Bèstia li ordena que s'uneixi a ell per sopar. Ella plora la seva situació ("Home"), però la senyora Potts i la senyora de la Grande Bouche, un vestuari operístic, intenten animar-la ("Home (Reprise)").
De tornada a la ciutat, a la taverna local, Gaston s'enfada per la pèrdua d'una núvia. LeFou i els patrons intenten animar-lo ("Gaston"). Quan Maurice s'apressa, afirmant que una Bèstia té la Belle tancada, es riuen d'ell, però Gaston formula un pla sinistre ("Gaston (Reprise)"). De tornada al castell, la Bèstia s'impacienta perquè la Belle encara no s'ha d'ajuntar amb ell per sopar. Cogsworth li informa que es nega a venir. Després d'un combat a crits entre Bella i la Bèstia (que acaba amb una victòria per a Belle), ell li diu que si no pot menjar amb ell, llavors no menjarà gens. S'enfada i nota el seu destí als seus quarters si l'encanteri no es trenca ("How Long Must This Go On?"). Finalment, la Belle passa gana i s'aventura a la cuina on els criats li ofereixen el sopar malgrat les ordres del seu amo. La regalen un increïble espectacle de cabaret ("Be Our Guest").
Després de sopar, la Belle fa un recorregut pel castell per cortesia de Cogsworth i Lumière. La seva curiositat la porta a entrar a l'ala oest, un lloc que la Bèstia li va dir que estava prohibit. Hipnotitzada per una rosa misteriosa que flota en una campana, s'allarga per tocar-la, però abans que pugui, la Bèstia l'atura i li ordena que surti, empenyent-la accidentalment en el procés. Tement per la seva vida, Belle fuig del castell. Adonant-se del seu error, la Bèstia sap que serà un monstre per sempre si no pot aprendre a estimar-la ("If I Can't Love Her").

### Acte II
Al bosc, la Belle és atacada per llops i només és rescatada quan la Bèstia acudeix en la seva ajuda, però es fereix durant la baralla i s'ensorra ("Entr'acte/Wolf Chase"). En lloc d'aprofitar l'oportunitat de córrer cap a casa, la Belle l'ajuda a tornar al castell. Ella li neteja les seves ferides i, després d'una breu discussió sobre de qui és la culpa, la Bèstia li agraeix la seva amabilitat i, així, neix la seva amistat. Volent fer-li un regal d'agraïment, la Bèstia li regala a Belle la seva enorme biblioteca, cosa que l'emociona. Ella nota un canvi en la personalitat de la Bèstia ja que els criats observen un canvi en la relació de Belle i la Bèstia ("Something There"). Expressen la seva esperança de tornar a ser humans ("Human Again") mentre la Belle demana a la Bèstia que l'acompanyi a sopar aquella nit. De tornada al poble, Gaston i LeFou es troben amb el propietari d'un manicomi local, Monsieur D'Arque. Planegen tancar a Maurice per fer xantatge a Belle perquè es casi amb Gaston ("Maison des Lunes").
La Bèstia i la Bella assisteixen a un sopar encantador i a un ball personal, on ballen junts al saló ("Beauty and the Beast"). La Bèstia, que té previst dir-li a la Belle que l'estima, li pregunta a la Bella si és feliç aquí, a la qual cosa respon positivament però assenyala que troba a faltar el seu pare. Li ofereix el seu mirall màgic per veure'l. Ella veu que Maurice està malalt i perdut al bosc i té por per la seva vida. Però tot i que la Bèstia sap que només queden unes poques hores perquè l'últim pètal caigui de la rosa, permet que la Belle marxi per salvar el seu pare; se'n va després d'un adéu plorós ("If I Can't Love Her (Reprise)").
La Belle troba el seu pare i el porta a casa seva al poble. Després de cuidar-lo per recuperar-lo, explica la transformació que sembla haver passat mentre estava amb la Bèstia ("A Change in Me"). Arriba una turba, encapçalada per Gaston, per portar a Maurice al manicomi. La Belle demostra la seny del seu pare mostrant a la gent del poble que la Bèstia és real utilitzant el Mirall Màgic, però no s'adona de l'error del seu gest. La gent del poble temen immediatament la Bèstia, però Belle insisteix que és amable i amable. Gaston capta el seu to i reconeix la Bèstia com la seva rival pels afectes de Belle i organitza el populatxo per matar la Bèstia ("Mob Song"). Per advertir la Bèstia, Belle i Maurice intenten colpejar la turba fins al castell. Tanmateix, arriben massa tard, perquè Gaston i la turba ja havien arribat al castell.
Els servents mantenen a ratlla la multitud de linxaments ("The Battle"), però Gaston s'obre i troba la Bèstia a la seva torre. Es baralla amb ell, colpejant-lo i burlant-lo sense pietat. La Bèstia ha perdut les ganes de viure amb la sortida de la Belle. Quan Gaston es prepara per donar el cop mortal, arriba la Belle. La Bèstia immediatament s'envolta en Gaston i està disposada a matar-lo, però li salva la vida després de veure la por als seus ulls. La Bèstia i la Bella es reuneixen, però aquesta reunió s'interromp quan Gaston apunyala mortalment la Bèstia per l'esquena. Aquest acte de violència fa que Gaston perdi el peu i cau pel penya-segat.
Al balcó, la Belle assegura a la Bèstia que viurà, però tots dos saben que no pot salvar-lo. Ella li suplica que no la deixi perquè ha trobat una llar a la seva companyia ("Home (Reprise)"), però malgrat això, tanca els ulls. Pensant que la seva amiga podria haver mort; La Belle plora sobre el seu cos i xiuxiueja "T'estimo" just quan cau l'últim pètal de rosa. Es produeix una transformació i la Bèstia torna a estar viva i humana. Tot i que la Belle no el reconeix al principi, ella el mira als ulls i veu la Bèstia dins, i es fan un petó. Tots dos canten com les seves vides han canviat a causa de l'amor i ballen una vegada més mentre els criats, ara tornats a la seva forma humana, es reuneixen a la sala de ball ("Transformation/Finale").

## Produccions

### Houston (1993)
Beauty and the Beast es va estrenar en una producció conjunta de Theatre Under The Stars i Disney Theatrical al Music Hall, Houston, Texas, des del 28 de novembre de 1993 fins al 26 de desembre de 1993.

### Producció original de Broadway (1994–2007)

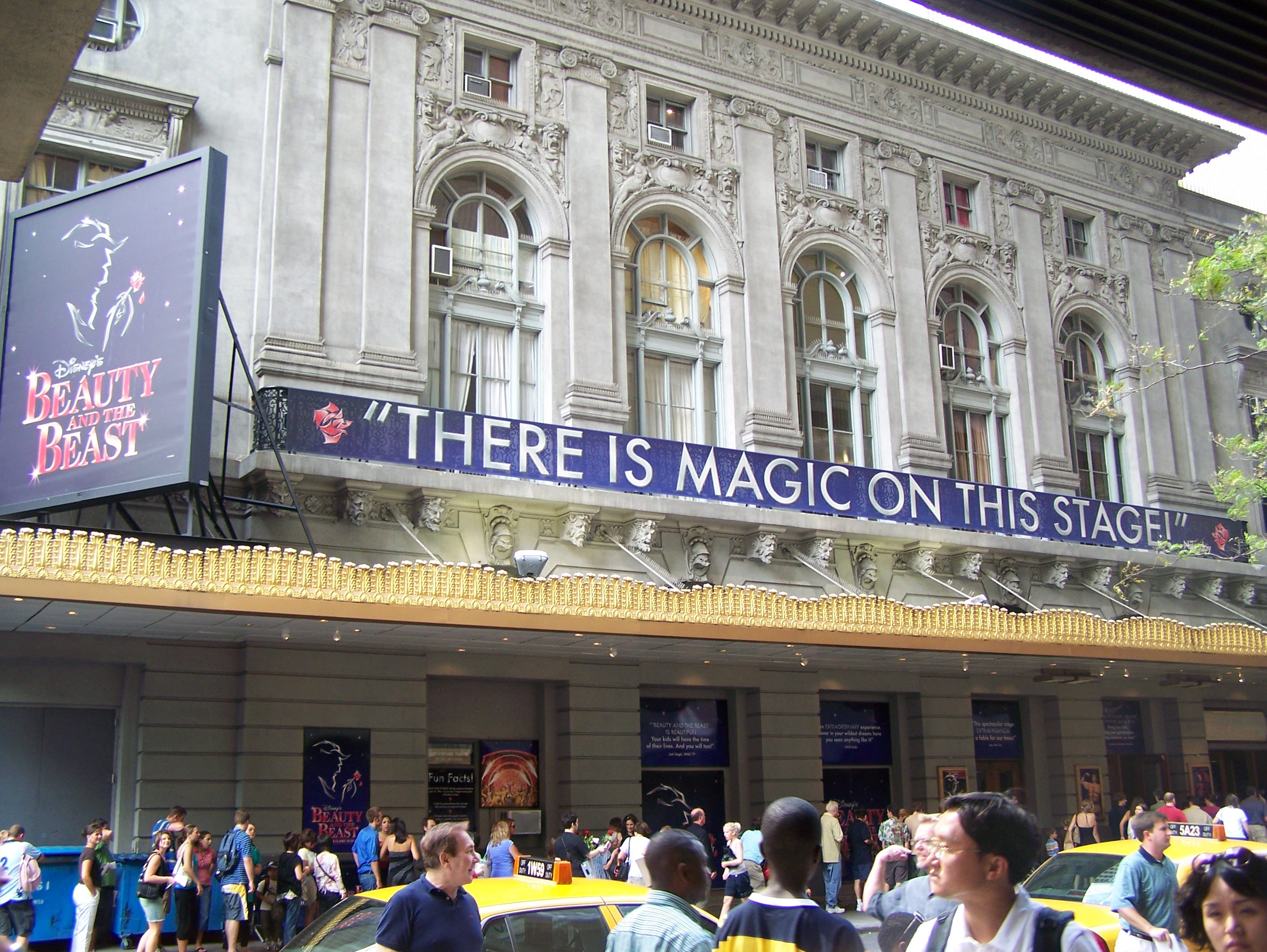
A The Lunt-Fontanne Theatre el 2006.

L'espectacle va començar les prèvies a Broadway al Palace Theatre el 9 de març de 1994, amb l'estrena oficial el 18 d'abril de 1994, i es va mantenir fins al 5 de setembre de 1999. L'espectacle es va traslladar després al Lunt-Fontanne Theatre l'11 de novembre de 1999. , amb una data d'obertura oficial el 16 de novembre de 1999. El musical es va tancar el 29 de juliol de 2007, després de 46 funcions prèvies i 5.461 actuacions, i és la desena producció de Broadway més llarga de la història (a l'agost de 2023). La producció té el rècord de ser la producció més llarga tant al Palace Theatre, on es va obrir, com al Lunt-Fontanne Theatre, on va tancar la seva carrera a Broadway. La producció va costar uns 12 milions de dòlars, probablement més alt, convertint-se en el musical de Broadway més costós de l'època.Tanmateix, alguns analistes estimen que el cost és més proper als 20 milions de dòlars.
Dirigida per Robert Jess Roth amb coreografia de Matt West i assistit per Dan Mojica, el repartiment original de Broadway incloïa Susan Egan com Belle, Terrence Mann com la Bèstia, Burke Moses com Gaston, Gary Beach com Lumière, Tom Bosley com Maurice i Beth Fowler com a Mrs. Potts. Les orquestracions van ser de Danny Troob (després de les seves pròpies orquestracions i arranjaments de la pel·lícula), el dissenyador escènic va ser Stan Meyer, la dissenyadora de vestuari Ann Hould-Ward , la dissenyadora d'il·luminació Natasha Katz , el so va ser de T. Richard Fitzgerald, el dissenyador de cabell David H. Lawrence, i les pròtesis eren de John Dods. Les il·lusions van ser de Jim Steinmeyer i John Gaughan, i el disseny pirotècnic va ser de Tyler Wymer.
La producció de Broadway es va tancar per donar pas a la propera aventura musical de Disney, The Little Mermaid. Amb Disney preparada per obrir la seva versió a Broadway de The Little Mermaid el 3 de novembre de 2007, en aquell moment, es creia que tenir dues pel·lícules de princeses de Disney a Broadway alhora dividiria el públic i provocaria competència entre els dos espectacles. En aquest moment, Disney també tenia altres tres programes en funcionament al mateix temps: The Lion King, Tarzan i Mary Poppins. Es va informar que Disney Theatrical planejava reviure l'espectacle a Broadway per a la temporada de vacances de 2008, però Disney no ho va fer.

### Especial televisiu sobre gel (1996)
El 8 de desembre de 1996, Beauty and the Beast de Disney: A Concert on Ice , una adaptació d'un programa de gel, es va emetre a la CBS. L'especial va ser produït per Micawber Productions i Rodan Productions i va incloure cançons del musical. Va ser protagonitzada per Ekaterina Gordeeva com Belle i Victor Petrenko com The Beast amb Scott Hamilton com Lumiere mentre Steve Binder va dirigir i va ser presentat per James Barbour i Susan Egan.

### Producció del West End (1997-1999)
La producció del West End es va estrenar al Dominion Theatre de Londres el 29 d'abril de 1997, protagonitzada per Julie-Alanah Brighten com Belle i Alasdair Harvey com la Bèstia. It També comptava amb Burke Moses repetint el seu paper de Gaston, Derek Griffiths com a Lumiere, Mary Millar com a senyora Potts, Norman Rossington com a Maurice, Barry James com a Cogsworth, Di Botcher com a Madame de la Grande Bouche, Richard Gauntlett. com a LeFou i Rebecca Thornhill com a Babette.
Al llarg de la producció, els substituts notables van incloure Michelle Gayle i Annalene Beechey com a Belle, John Barrowman i Earl Carpenter com a Bèstia, Alex Bourne com a Gaston i Billy Boyle i Terry Doyle com a Maurice. La producció va acabar l'11 de desembre de 1999.
La producció va guanyar el Premi Laurence Olivier a Millor Musical Nou, contra altres nominats Enter the Guardsman, The Fix i Lady in the Dark.

### Produccions internacionals
Beauty and the Beast s'ha representat a més de 40 països, entre ells Argentina, Austràlia, Àustria, Bèlgica, Brasil, Canadà, Xina, Egipte, Finlàndia, França, Alemanya, Grècia, Hongria, Índia, Indonèsia, Irlanda, Israel, Itàlia, Japó, Líban, Mèxic, Països Baixos, Noruega, Filipines, Polònia, Qatar, Romania, Rússia, Singapur, Sud-àfrica, Corea del Sud, Espanya, Suècia, Suïssa, Taiwan, Tailàndia, Turquia, Emirats Àrabs Units, Regne Unit i Estats Units . Més de 35 milions de persones han vist l'espectacle a tot el món i ha recaptat més de 1.700 milions de dòlars.
El 15 de juliol de 1995, el musical va començar la seva carrera original australiana a Melbourne al Princess Theatre , abans de passar a Sydney. El repartiment original australià incloïa Michael Cormick com a La bèstia, Rachael Beck com a Belle, Hugh Jackman com a Gaston i Ernie Bourne com a Maurice.
El 1995, el musical es va estrenar al Japó i va ser interpretat per la Shiki Theatre Company. El musical va continuar de gira per Japó fins al maig de 2017.
La producció de Toronto es va estrenar al Princess of Wales Theatre el 25 de juliol de 1995 i es va tancar el 30 d'agost de 1997. La producció era protagonitzada per Kerry Butler com Belle i Chuck Wagner com la Bèstia, amb Terry Doyle com Maurice. Els reemplaçaments notables van incloure Melissa Thomson com a Belle i Steve Blanchard com a Bèstia. La producció menys coneguda de Halifax al Neptune Theatre va ser la producció més llarga de la història del teatre.
Una producció de Los Angeles es va estrenar al Shubert Theatre el 12 d'abril de 1995 i es va tancar el 29 de setembre de 1996. La majoria del repartiment original de Broadway va tornar, incloent Susan Egan, Terrence Mann, Gary Beach, Beth Fowler, Burke Moses i Tom Bosley. Els reemplaçaments notables van incloure James Stacy Barbour com la Bèstia. Els decorats d'aquesta producció eren àmpliament considerats com els més grans de totes les produccions del musical del món. Després del tancament de l'espectacle a Los Angeles, tots els decorats es van transferir per a la producció a la Ciutat de Mèxic el 1997.
Una producció es va obrir a Viena el 1995. El repartiment principal incloïa Ethan Freeman com la Bèstia, Caroline Vasicek com Belle, Kevin Tarte com Gaston i Viktor Gernot com Lumiere. Steve Barton es va unir al repartiment el 1996 com la Bèstia.
El desembre de 1997, el musical es va estrenar a Stuttgart al Palladium Theatre, Stuttgart i hi va tocar fins al 22 de desembre de 2000. Leah Delos Santos va interpretar Belle i Uwe Kröger va interpretar la Bèstia i Marc G. Dalio va interpretar a Gaston.
El 1999, el musical es va estrenar a la Xina.
El 4 de març de 2005, Beauty and the Beast es va estrenar a Escandinàvia a l'Òpera de Göteborg amb Fred Johanson com a Bèstia i Annica Edstam com Belle.
El 16 de juny de 2005, el musical va començar la seva carrera filipina al Teatre Meralco . Produït per Atlantis Productions, va comptar amb KC Concepcion alternant amb Karel Marquez com Belle, Jett Pangan com la Bèstia i Calvin Millado com Gaston. El setembre de 2005, una producció es va estrenar al Budapesti Operettszínház de Budapest.
A Sud-amèrica, l'Argentina va ser el primer país a produir-lo, amb Marisol Otero com a Bella, Juan Rodó com a Bèstia, Diego Jaraz com a Gaston, Gustavo Monje com a LeFou, Pablo Lizaso com a Lumière, Mónica Nuñez com a senyora Potts, Omar Pini com a Cogsworth, Alejandra Radano com Babette i Rodolfo Valss com Maurice. Va funcionar des del 26 de novembre de 1998 al Teatre Òpera de Buenos Aires fins al 15 d'agost de 1999, abans de tornar a obrir el 2010. Brasil va ser el segon país a acollir el musical. Disney tenia previst portar-lo al país el 1999, després de l'èxit a l'Argentina, però ningú sabia realment si funcionaria. Tres anys més tard, l'any 2002, Beauty and the Beast finalment es va estrenar al Brasil al Teatro Abril, un dels teatres més grans del país. Va ser un gran èxit, durant més d'un any i mig, es va presentar amb Kiara Sasso interpretant a Belle i Saulo Vasconcelos interpretant a la Bèstia. L'any 2009, es van repartir una nova Belle i una nova Bèstia, Lissah Martins i Ricardo Vieira, quan el musical va tornar al Brasil, Kiara Sasso interpretava a Maria a The Sound of Music. Beauty and the Beast va romandre durant sis mesos al Teatre Abril. Tot i que l'obra va ser recuperada com una manera d'intentar recuperar part dels diners perduts a la versió brasilera de Miss Saigon, aquesta segona encarnació de Beauty and the Beast no va crear cap rebombori crític ni va ser un èxit de taquilla.
A Espanya hi ha hagut tres produccions de l'espectacle. La primera, basada en la producció original de Broadway, va debutar a Madrid el 2 de desembre de 1999 al Teatro Lope de Vega. El repartiment original incloïa Xènia Reguant (més tard substituïda per Julia Möller) com a Belle, Carlos Marín (més tard substituït per Joe Luciano) com a Bèstia, Lisardo Guarinos (més tard substituït per Manuel Bandera), com a Gaston, Víctor Ullate Roche com a LeFou, Germán Torres com a Lumière, Kirby Navarro com a senyora Potts, David Venancio Muro com a Cogsworth, Dulcinea Juárez com a Babette, Laura Inclán com a Madame de la Grande Bouche i Miguel de Grandy com a Maurice. Després d'una sèrie d'èxits de 27 mesos i unes 900 actuacions, la producció finalment es va tancar el 3 de març de 2002, convertint-se en el musical més llarg de la història de Madrid en aquell moment.
L'any 2007, una segona versió produïda per Stage Entertainment es va estrenar el 3 d'octubre, al Teatro Coliseum de Madrid, per un període limitat de sis mesos, però el tancament es va ajornar a causa d'una temporada exitosa. El repartiment original incloïa Julia Möller que reprengué el seu paper de Belle (més tard substituïda per María Adamuz), David Ordinas com a Beast, Pablo Puyol com a Gaston, Raúl Peña com a LeFou, Armando Pita com a Lumière, Angels Jiménez com a senyora Potts (més tard substituïda per Rita Barber), Esteban Oliver com Cogsworth, Silvia Luchetti com Babette, María José Oquendo com Madame de la Grande Bouche i Lorenzo Valverde com Maurice. El muntatge es va tancar l'11 de gener de 2009 i es va traslladar a Barcelona, on es va desenvolupar des del 26 de febrer de 2009 fins al 10 de gener de 2010, al BTM, amb alguns canvis en el repartiment, entre els quals Mercè Martínez com a senyora Potts, Marta Capel com a Babette, Patricia Paisal com a Madame de la Grande Bouche i Albert Muntanyola com a Maurice.
L'any 2012 es va rellançar la versió de Stage Entertainment com a producció de gira, començant les actuacions el 6 de setembre al Teatro Calderón de Valladolid . El repartiment original d'aquesta tercera producció espanyola incloïa Talía del Val com a Belle, Ignasi Vidal com a Bèstia, Daniel Diges com a Gaston, Raúl Peña com a LeFou, Diego Rodríguez com a Lumière, Mone com a senyora Potts, Frank Capdet com a Cogsworth, Marta Capel com a Babette, Eva Diago com a Madame de la Grande Bouche i Enrique R. del Portal com a Maurice.
El 2005, Disney i Stage Entertainment van produir una nova versió de l'espectacle, dirigida per Glenn Casale, amb escenografies i vestits nous. Després de fer una gira pels Països Baixos i tocar a Anvers, Bèlgica, Disney i Stage Entertainment van portar l'espectacle a Berlín, Alemanya, l'any 2006 després d'un any d'execució al Metronom Theatre d'Oberhausen. Aquesta producció es va estrenar el 2007 a Madrid i el 2009 a Barcelona; i Milà i Roma, amb Arianna com a Bella i Michel Altieri com a Bèstia. Una producció russa de l'espectacle es va estrenar el 2009 a Moscou; amb l'actriu de televisió Yekaterina Guseva i l'actriu de Stage Entertainment Natalya Bystrova alternant el paper de Belle.
La producció de Broadway es va tocar per segona vegada a Ciutat de Mèxic a partir del setembre de 2007 i a Hiroshima, Japó, a partir del febrer de 2008. La producció de Broadway es va obrir a Sud-àfrica el setembre de 2008 i es va mantenir fins al març de 2009. El 2004, Disney va començar a llicenciar l'espectacle a altres companyies per fer gira, i l'espectacle ha estat interpretat per companyies professionals i amateurs a molts països.

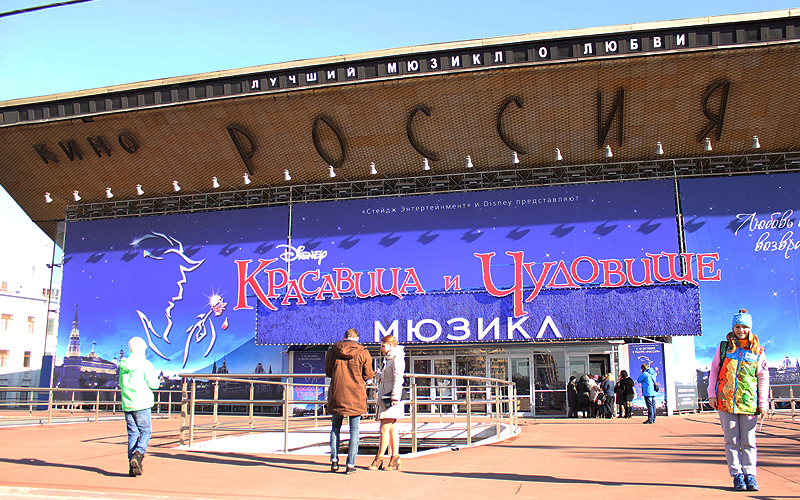
Revival rus al Teatre Rossiya Theatre de Moscou, 2014.

El 24 d'octubre de 2013 es va estrenar la producció de Glenn Casale de Beauty and the Beast al Théâtre Mogador de París. Es va representar un revival rus al teatre Rússia, a Moscou protagonitzada per Anastasia Yatsenko i Yulia Iva alternant-se com Belle. Una de les Belles del repartiment rus original, Natalya Bystrova, va revisar el paper per a actuacions seleccionades. La producció va tornar als Països Baixos per presentar-se al Circustheater de La Haia, protagonitzada per Anouk Maas com Belle, Edwin Jonker com Beast i Freek Bartels com Gaston.
A partir d'octubre de 2014, Disney Theatrical Productions, NETworks i Broadway Entertainment Group van llançar una gira internacional per celebrar el 20è aniversari de Beauty and the Beast a l'escenari. La gira es va obrir al Zorlu Center d'Istanbul, Turquia, i es va tancar el gener de 2016 al Dubai World Trade Center , després d'haver visitat Turquia, Emirats Àrabs Units, Grècia, Itàlia, Filipines, Tailàndia, Singapur, Indonèsia, Xina, Taiwan, Egipte, Líban. , Romania i Qatar.
El 2016, Disney i Marmelade van produir una versió actualitzada per a la regió flamenca de Bèlgica. El repartiment original incloïa Josje Huisman com a Belle, Jan Schepens com a Beast, Dieter Troubleyn com a Gaston, Peter Van de Velde com a Lumière, Frank Hoelen com a Maurice, Ivan Pecnik com a Cogsworth (anomenat Tickens), Eline De Munck com a Babette, Peter Thyssen com a LeFou, Barbara Dex com a senyora Potts i Saskia Schäfer com a Madame de la Grande Bouche (anomenada La Commodia). L'espectacle es va estrenar el 10 de desembre de 2016 a Flanders Expo de Gant.
Una nova producció australiana basada en la gira del Regne Unit del 2021 s'ha estrenat ara al Capitol Theatre de Sydney el juny del 2023. És protagonitzada per Shubshri Kandiah com Belle i Brendan Xavier com Bèstia.

## Personatges
| Personatge                 | Descripció |
| Belle                      | Una bellesa jove vibrant i intel·ligent que vol molt més a la vida que viure en un poble petit. Es percep que és força estranya. Tipus de veu: Mezzo-soprano                                          |
| La bèstia                  | Un príncep transformat en una bèstia terrorífica per la seva falta de compassió; temperat i dominador, però amb un cor càlid i amorós enterrat molt sota el seu exterior brusc. Tipus de veu: Baríton |
| Gaston                     | L'antagonista de la història. La vilà vanidosa, egoista, narcisista i ultramasculina decidida a casar-se amb la Belle. Tipus de veu: baríton                                                          |
| Lumière                    | Un canelobre encantat suau, francès i elegant. El maître del castell. Tipus de veu: baríton |
| Mrs. Potts                 | Una tetera encantada materna de bon cor. El cap de cuina del castell. Tipus de veu: Mezzo-soprano |
| Cogsworth                  | Un rellotge de mantell atapeït i encantat amb força ferida i cap del castell de la Bèstia. Tipus de veu: baríton                                                                                      |
| LeFou                      | El company de Gaston. Tipus de veu: tenor |
| Maurice                    | L'amorós i excèntric pare inventor de Belle. Tipus de veu: baríton |
| Babette                    | Un plomall descarat i coqueta que busca els afectes de Lumière. La donzella del castell. Tipus de veu: soprano                                                                                        |
| Madame de la Grande Bouche | Una antiga diva de l'òpera convertida en un armari. Tipus de veu: soprano |
| Chip                       | Una tassa de te jove; El fill de la senyora Potts. Tipus de veu: noi soprano |
| Monsieur D'Arque           | El estrany i intrigant propietari del manicomi local, la Maison des Lunes. Tipus de veu: tenor |
| Conjunt                    | Noies ximples, objectes encantats, gent del poble, mecenes de tavernes, turba. |

## Numeros musicals
| Act I - Overture*#¶ — Orquestra - Prologue — Narrador - Belle — Belle, Gaston, Noies ximples, Conjunt - No Matter What*#¶ — Maurice, Belle - No Matter What [Reprise]/Wolf Chase*# — Maurice - Me*# — Gaston, Belle - Belle (Reprise) — Belle - Home* — Belle - Home (Tag) — Mrs. Potts - Gaston† — LeFou, Gaston, Noies ximples, - Gaston (Reprise)† — Gaston, LeFou - How Long Must This Go On?*# — Beast - Be Our Guest† — Lumiere, Mrs. Potts, Conjunt - If I Can't Love Her*# — Beast | Act II - Entr'acte/Wolf Chase* — Orquestra - Something There — Belle, Beast, Lumiere, Mrs. Potts, Cogsworth - Human Again*‡ — Lumiere, Mrs. Potts, Chip, Madame de la Grande Bouche, Babette, Cogsworth, Conjunt - Maison Des Lunes*#¶ — Gaston, LeFou, Monsieur D' Arque - Beauty and the Beast — Mrs. Potts - If I Can't Love Her (Reprise)* — Beast - A Change in Me*§# — Belle - The Mob Song — Gaston, Conjunt - The Battle*¶ — La Companyia - Home (Reprise)* — Belle - Transformation* — Beast, Belle, Conjunt |

* Cançó nova/partitura ampliada
† Contingut vocal o instrumental ampliat, utilitzant lletres retallades d'Ashman o arranjaments de ball de Glen Kelly, o tots dos.
‡ Human Again" va ser escrit per Menken i Ashman per a la pel·lícula, però es va tallar, a causa de les complicacions que va suposar en la línia de temps de la pel·lícula. Va ser reutilitzat per a l'obra de Broadway i, a causa del gran èxit del musical, es va configurar una seqüència animada completament nova basada en la versió de Broadway i es va inserir en l'edició especial del DVD de 2002.
§ "A Change in Me" es va escriure al programa l'any 1998 per al debut de Toni Braxton i es va mantenir després.
¶ Eliminada de l'espectacle per a la revisió de la gira al Regne Unit/MTI 2021–23 (Maison Des Lunes) i opcional (No Matter What).
# no al programa Junior Broadway, però algunes versions Junior han conservat la cançó.

## Recepció crítica
La recepció cap a les proves a Houston va ser tan entusiasta que la producció es va allargar durant dues setmanes. Jerome Weeks of Variety va respondre al programa amb una crítica positiva, elogiant les actuacions d'Egan, Mann i Moses, així com la nova cançó de la Beast "If I Can't Love Her". Al mateix temps, Weeks va sentir que la producció "està a prop de caure en un espectacle infantil de gran pressupost o un acte de màgia amb la seva brillantor de l'espectacle exagerat i els brillants efectes d'il·lusió escènica" de vegades, però al final va predir que "'Beauty and the Beast' podria ser el gran nou èxit musical que aquesta temporada de Broadway ha estat esperant." No obstant això, el 1994, Beauty and the Beast finalment es va estrenar a Broadway amb crítiques que van anar des de mixtes fins a negatives, deixant els crítics majoritàriament no impressionats. Les reaccions de la comunitat teatral de Nova York i dels productors de Broadway van ser particularment dures, ridiculitzant Disney per haver decidit produir el musical ells mateixos en lloc de reclutar companyies de teatre tradicionals. Egan va recordar que "les mateixes cinc famílies [havien] produït espectacles de Broadway durant cent anys i Disney ho va sacsejar."
Quasi universalment criticat pels crítics de teatre, they van coincidir que Beauty and the Beast era un "gran espectacle, però no un gran teatre". Comparant el musical amb l'Empire State Building, David Richards de The New York Times va qualificar l'espectacle de "difícilment un triomf de l'art, però probablement serà una balena d'una atracció turística". Tot i que va atorgar elogis específics als seus números musicals, coreografies, vestuari i repartiment, especialment la capacitat de Mann per "transmetre la delicadesa del despertar de l'amor" malgrat les exigències físiques del seu vestit, al mateix temps Richards va criticar el conjunt i els efectes especials de la producció per mancar de subtilesa, acusant-los finalment de deixar poc "a la imaginació". Richards va concloure: "El resultat és el plaer d'un espectador, que no és el mateix que el somni d'un espectador de teatre". També escrivint per a The New York Times, Vincent Canby va menysprear el musical com "implacament insípid, ocupat, optimista i robotitzat", criticant la producció per assemblar-se a "un sopar de teatre". Canby va considerar que les noves cançons de Menken-Rice eren "inferiors" a les originals, va comparar els efectes especials amb els coets del 4 de juliol, va criticar l'enginyeria del so per anar des de massa fort fins a gairebé no audible, i va fer una panoràmica del llibre de Woolverton per no poder complementar el seu guió. Es van atorgar elogis menors a les actuacions de Lamberts, Beach i Fowler, així com a la transformació climàtica de Mann de bèstia a príncep. A més de predir que Beauty and the Beast seria ridiculitzada pels espectadors i crítics tradicionals del teatre de Broadway, l'escriptor de Variety Jeremy Gerard va ser molt negatiu en la seva pròpia crítica. Tot i que va admetre que la producció "compta amb diversos avantatges reals", Gerard va criticar el programa per aparèixer "inflat, encoixinat, enganxat, hortera i... totalment desproveït d'imaginació". El crític va expressar la seva forta desaprovació pel vestuari mentre va descartar el conjunt com "una cosa dissenyada per ser vista per la gent en seients en moviment, potser a Disneyland", fent una panoràmica de la coreografia de West i, finalment, ridiculitzant la direcció de Roth i el bloqueig d'actors que "en general semblen" seguiu línies de punts a l'escenari". Els crítics van coincidir que la direcció de Roth i la de West eren igualment poc inspirades. En una ressenya mixta amb un titular que deia " Beauty and the Beast no és màgica en absolut, encara que tingui trucs de màgia" John Simon va escriure que la producció s'assembla a "un publicitari tardà" de la pel·lícula per la qual estava avorrit, però impressionat pels seus efectes especials i il·lusions. Simon també va sentir que els actors van lluitar per assemblar-se als seus homòlegs animats malgrat els vestits de Hould-Ward, criticant l'actuació d'Egan, el diàleg de Woolverton i els nous números de Menken-Rice mentre elogiava les actuacions de Moses, Beach i Fowler.
El públic no compartia les opinions negatives dels crítics, i el musical va ressonar entre el públic i les famílies. Els nens estaven especialment encantats amb la idea de la seva pel·lícula preferida interpretada a l'escenari per actors en directe. Les produccions posteriors han atret a poc a poc comentaris més amables; les gires nacionals en particular han tingut una bona acollida. Revisant una actuació del musical al Shubert Theatre de Los Angeles el 1995, Tom Jacobs de Variety va escriure: "Nascuda a Hollywood com a pel·lícula d'animació, la versió de Disney de Beauty and the Beast ha tornat a casa com un escenari opulent un any després del seu arc a Broadway. S'han pres decisions tant bones com dolentes en l'adaptació de la pel·lícula de 1991, però amb les seves actuacions excepcionals, els seus valors de producció fantàstics i la seva partitura memorable, aquest espectacle hauria d'escalfar el cor de tots, excepte dels més curiosos. " No obstant això, Jacobs va sentir que la producció patia la manca de perill que sentia al veure la pel·lícula. Després de no quedar gens impressionat en veure la producció original de Broadway, Matt Wolf de Variety va ser gratament sorprès pel debut del musical al West End un any després.

## Premis i nominacions
"Be Our Guest" es va utilitzar com a anunci comercial dels premis Tony de 1994. Michael Goldstein de Nova York va predir correctament que Mann guanyaria una nominació al premi Tony per la seva actuació. Tot i haver estat nominada per a un total de nou premis individuals, Beauty and the Beast finalment va ser rebutjada a la cerimònia, guanyant només un premi - Millor disseny de vestuari - per Hould-Ward. al premi Tony al Millor Musical, la producció va perdre davant Passion de Stephen Sondheim, que es considera la seva pròpia versió del conte de fades Beauty and the Beast. El 1995, alguns dels vestits de Hould-Ward, concretament Lumiere, es van exposar a les botigues Nordstrom. Mentrestant, els vestits de ball de Beauty and the Beast es van exposar al Westside Pavilion , i la Sra. Potts i LeFou van aparèixer a South Coast Plaza.

### Producció original de Broadway
| 1994 | Premis Tony                                    |                                        |                                       |           |
| 1994 | Premis Tony                                    | Millor musical                         | Millor musical                        | Nominat   |
| 1994 | Premis Tony                                    | Millor llibret                         | Linda Woolverton                      | Nominat   |
| 1994 | Premis Tony                                    | Millor banda sonora                    | Alan Menken, Howard Ashman i Tim Rice | Nominat   |
| 1994 | Premis Tony                                    | Millor actor protagonista de musical   | Terrence Mann                         | Nominat   |
| 1994 | Premis Tony                                    | Millor actriu protagonista de musical  | Susan Egan                            | Nominat   |
| 1994 | Premis Tony                                    | Millor actor de repartiment de musical | Gary Beach                            | Nominat   |
| 1994 | Premis Tony                                    | Millor direcció de musical             | Robert Jess Roth                      | Nominat   |
| 1994 | Premis Tony                                    | Millor vestuari                        | Ann Hould-Ward                        | Guanyador |
| 1994 | Premis Tony                                    | Millor il·luminació                    | Natasha Katz                          | Nominat   |
| 1994 | Premis Drama Desk                              |                                        |                                       |           |
| 1994 | Musical més destacat                           | Musical més destacat                   | Nominat                               |           |
| 1994 | Actor més destacat a un musical                | Terrence Mann                          | Nominat                               |           |
| 1994 | Actriu més destacada a un musical              | Susan Egan                             | Nominat                               |           |
| 1994 | Actor de repartiment més destacat a un musical | Burke Moses                            | Nominat                               |           |
| 1994 | Coreografia més destacada                      | Matt West                              | Nominat                               |           |
| 1994 | Orquestracions més destacades                  | Danny Troob                            | Nominat                               |           |
| 1994 | Lletres més destacades                         | Howard Ashman i Tim Rice               | Nominat                               |           |
| 1994 | Música més destacada                           | Alan Menken                            | Nominat                               |           |
| 1994 | Disseny de so més destacat                     | T. Richard Fitzgerald                  | Nominat                               |           |
| 1994 | Efectes especials més destacats                | Jim Steinmeyer i John Gaughan          | Nominat                               |           |

### Producció original de Londres
| Any  | Premi                   | Categoria                | Nominat            | Resultat  |
| ---- | ----------------------- | ------------------------ | ------------------ | --------- |
| 1998 | Premis Laurence Olivier | Millor Musical Nou       | Millor Musical Nou | Guanyador |
| 1998 | Premis Laurence Olivier | Millor Coreògraf teatral | Matt West          | Nominat   |
| 1998 | Premis Laurence Olivier | Millor Vestuari          | Ann Hould-Ward     | Nominat   |

### Producció de Barcelona
| 2009 | Premis Butaca |                          |                |           |
| 2009 | Premis Butaca | Millor actor de musical  | David Ordinas  | Guanyador |
| 2009 | Premis Butaca | Millor actriu de musical | Mercè Martínez | Nominada  |

## Impacte i llegat
En gran part a causa de la recepció del públic, Beauty and the Beast segueix sent un dels majors èxits de Broadway de l'època actual. Beauty and the Beast es va establir com un musical que podria sobreviure a Broadway malgrat les seves crítiques poc entusiastes. Diversos detractors havien pensat que musicals com Beauty and the Beast serien un esdeveniment puntual, però els resultats finalment van resultar ser tot el contrari. Segons el productor teatral Stuart Oken, l'èxit de Disney amb Beauty and the Beast és responsable dels grans èxits de Broadway d'avui i de fer que el mitjà "millor del que ha estat mai". L'actuació innovadora de Beauty and the Beast va inspirar altres grans estudis de Hollywood a produir interpretacions a Broadway d'algunes de les seves pròpies pel·lícules. Disney aviat va començar a encarregar adaptacions a Broadway de diverses de les pel·lícules musicals més populars de l'estudi, a saber, The Lion King (1997), Mary Poppins (2004), Tarzan (2006), The Little Mermaid (2008), Newsies (2012), Aladdin (2014) i Frozen (2018), a més de produir el musical Aida. Després de completar la seva carrera a Beauty and the Beast , Egan va donar la veu a Meg al musical d'animació de Disney Hèrcules (1997), establint-se com una popular actriu de veu i cinema. Després de l'èxit de "Human Again", la cançó es va incorporar més tard a les reedicions de la pel·lícula d'animació en forma de seqüència musical animada.
Beauty and the Beast es considera el primer espectacle familiar legítim de Broadway, responsable del naixement d'una generació completament nova de joves espectadors. La demografia familiar del musical establert va inspirar les produccions internacionals de Aladdin and Matilda. Segons l'autor de The Complete Book of 1990 Broadway Musicals , Dan Dietz, "l'èxit rotund de l'espectacle va obrir les comportes per a una sèrie de... produccions basades en Disney i altres pel·lícules orientades a la família", transformant Broadway en "un parc temàtic". amb una cercavila de musicals adreçats a nens i adolescents." Dietz creu que la gran quantitat de musicals de Broadway que van sorgir després de Beauty and the Beast , malauradament, s'han semblat a "els espectacles familiars per sentir-se bé l'objectiu dels quals era emular la seva font cinematogràfica." A més, l'èxit del musical va inspirar una legió de produccions de Broadway dirigides a dones joves, com ara Hairspray (2002), Wicked (2003), Legally Blonde (2007), Matilda (2013) i Rodgers and Hammerstein's Cinderella (2013). Tot i que aquests musicals van florir a Broadway, sembla com si la tarifa més seriosa i orientada als adults també tingués problemes per actuar. El crític de teatre de Nova York Howard Kissel va menysprear "el Kiddy Komponent de Nova York" encapçalat per l'èxit de 13 anys de Broadway de Beauty and the Beast. L'èxit de Beauty and the Beast va inspirar a Eisner a invertir en el seu propi teatre per allotjar futures adaptacions escèniques dels clàssics d'animació de l'estudi.
Els arranjaments originals d'algunes de les cançons originals de l'espectacle es poden escoltar a la zona de Belle's Village de Fantasyland a Tokyo Disneyland , que es va obrir el 28 de setembre de 2020.